# Calyptotheca altimuralis
Calyptotheca altimuralis is een mosdiertjessoort uit de familie van de Lanceoporidae. De wetenschappelijke naam van de soort is, als Emballotheca altimuralis, voor het eerst geldig gepubliceerd in 1952 door Osburn.